# بوخنبرگ
بوخنبرگ (به آلمانی: Buchenberg) یک شهر در آلمان است که در ابرالاگوی واقع شده‌است. بوخنبرگ ۴٬۲۷۷ نفر جمعیت دارد.